# ドミツィアーノ・アルカンジェリ
ドミツィアーノ・アルカンジェリ（Domiziano Arcangeli、1968年6月10日 - ）は、イタリアの俳優。

## 出演作品
- ヒューマン・レース
- バイオモンスター　蜥蜴男
- ゴーストメイカー
- ウイルスＸ殺人感染
- サムライ・アベンジャー／復讐剣 盲狼
- プリズン・デッド　女囚VS狼女